# 1941 (film)
1941 – amerykańska komedia wojenna z 1979 roku w reżyserii Stevena Spielberga.

## Główne role
- Dan Aykroyd – sierżant Tree
- Ned Beatty – Ward Douglas
- John Belushi – kapitan „Dziki” Bill Kelso
- Lorraine Gary – Joan Douglas
- Murray Hamilton – Claude Crumn
- Toshirō Mifune – komandor Akiro Mitamura
- Christopher Lee – kapitan Wolfgang von Kleinschmidt
- Nancy Allen – Donna Stratton
- Treat Williams – kapral Chuck „Stretch” Sitarski
- John Candy – szeregowy Foley
- Bobby di Cicco – Wally Stephens

## Opis fabuły
Akcja filmu rozgrywa się 13 grudnia 1941. U wybrzeży Kalifornii pojawia się okręt podwodny dowodzony przez fanatycznego japońskiego komandora Akiro Mitamurę (Toshirō Mifune), który postanawia zaatakować Hollywood. Wybucha panika, armia amerykańska przygotowuje się do pełnej mobilizacji. Akcją obrony zachodniego wybrzeża USA kieruje generał Joseph Stilwell, który przybywa do bazy lotniczej z nową sekretarką, Donną Stratton (Nancy Allen), miłośniczką samolotów i podniebnych emocji erotycznych. Komandor Mitamura ma problemy ze zlokalizowaniem Hollywoodu. Wziąwszy lunapark za „fabrykę snów”, przygotowuje się do ataku.